# St. Peter und Paul (Wormbach)

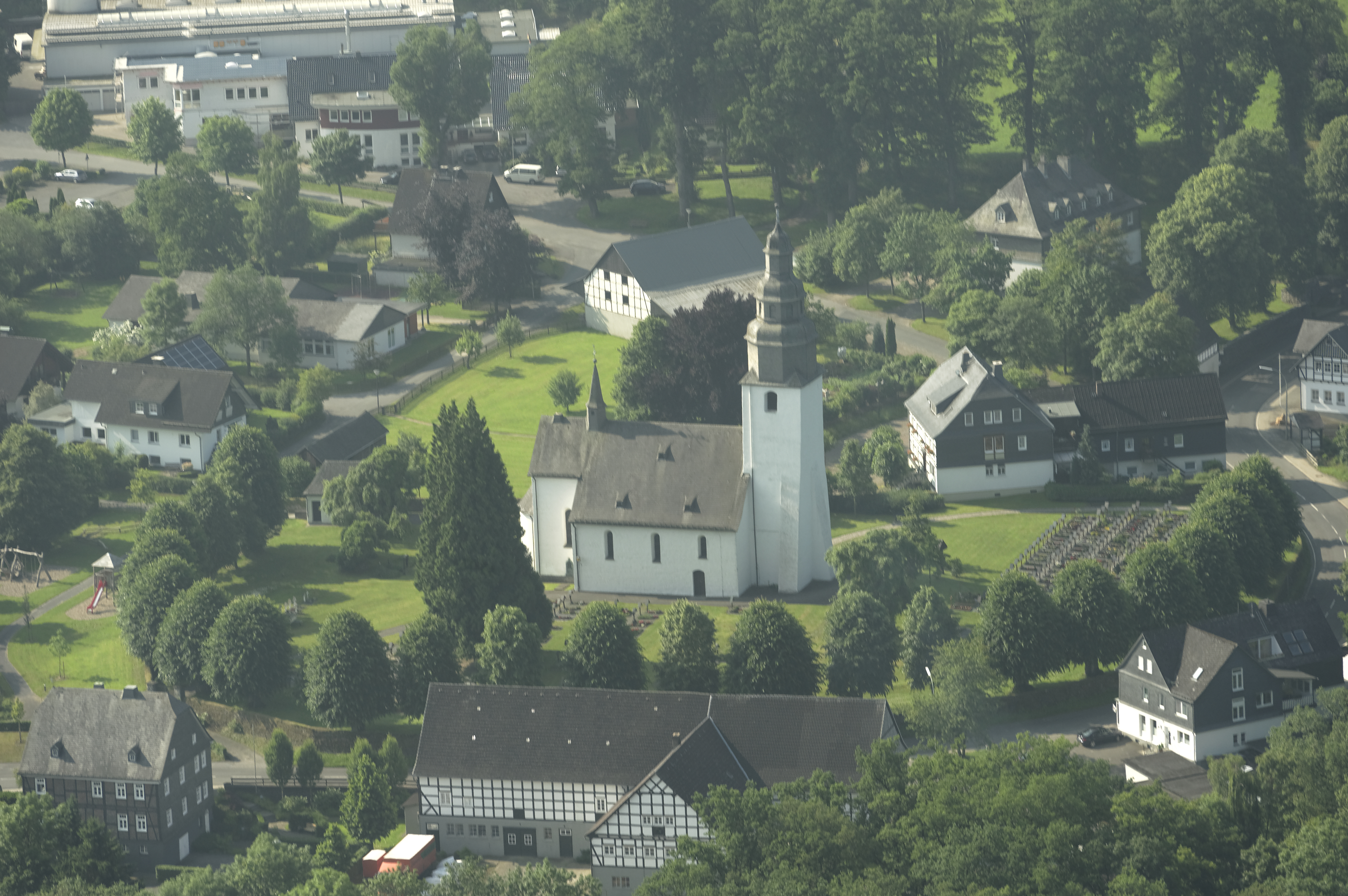
St. Peter und Paul (Wormbach) aus nördlicher Richtung

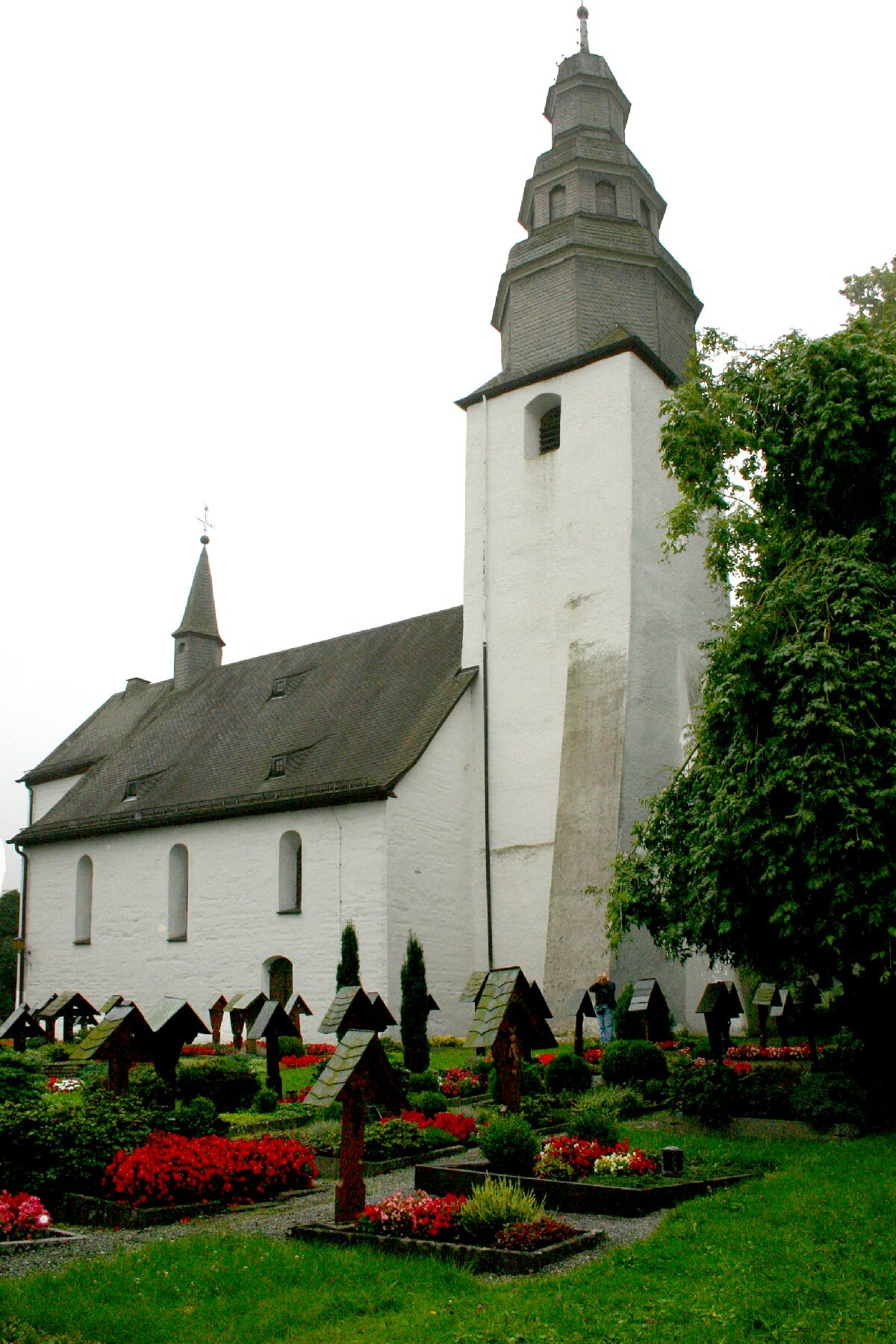
Pfarrkirche St. Peter und Paul

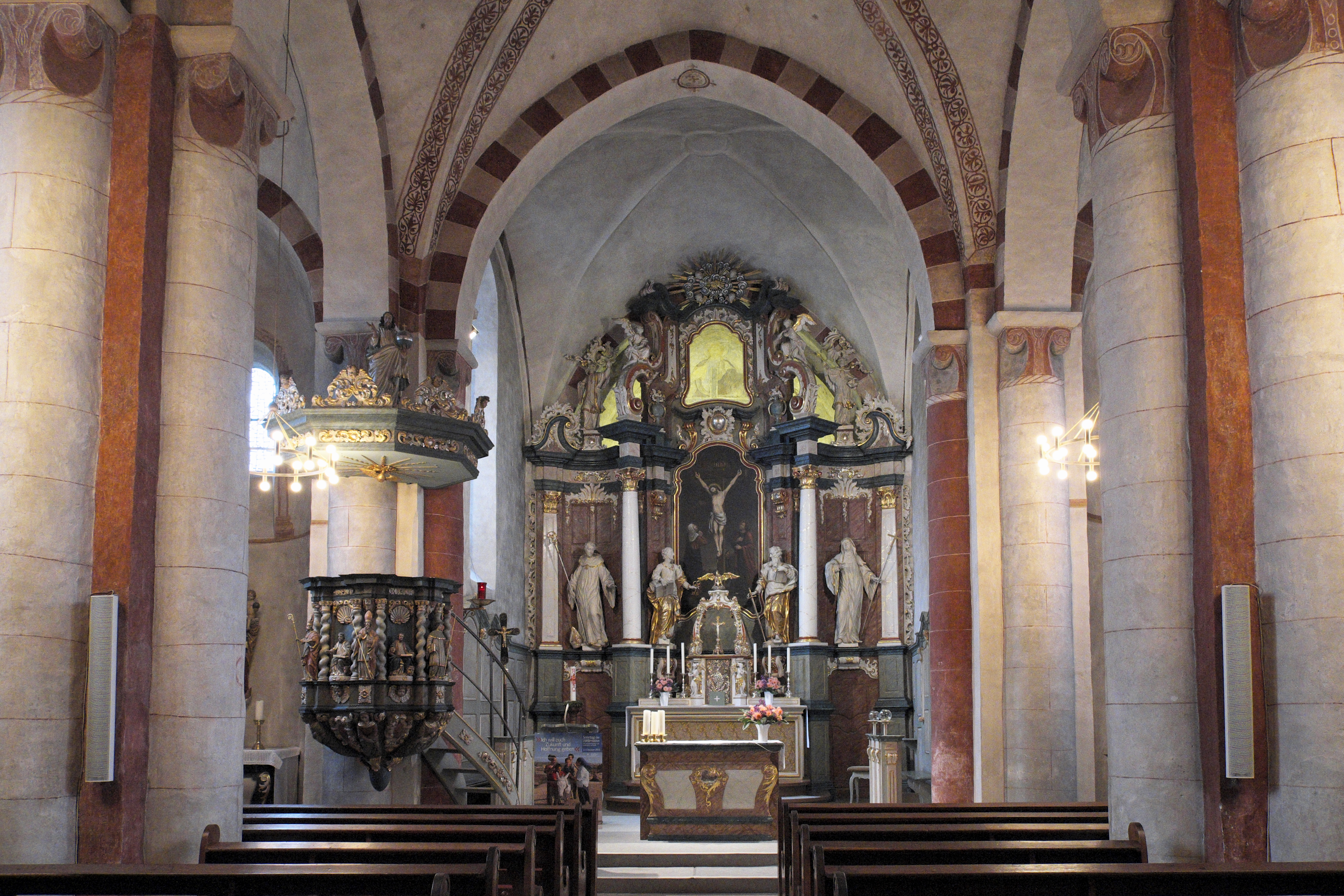
Kirchenraum

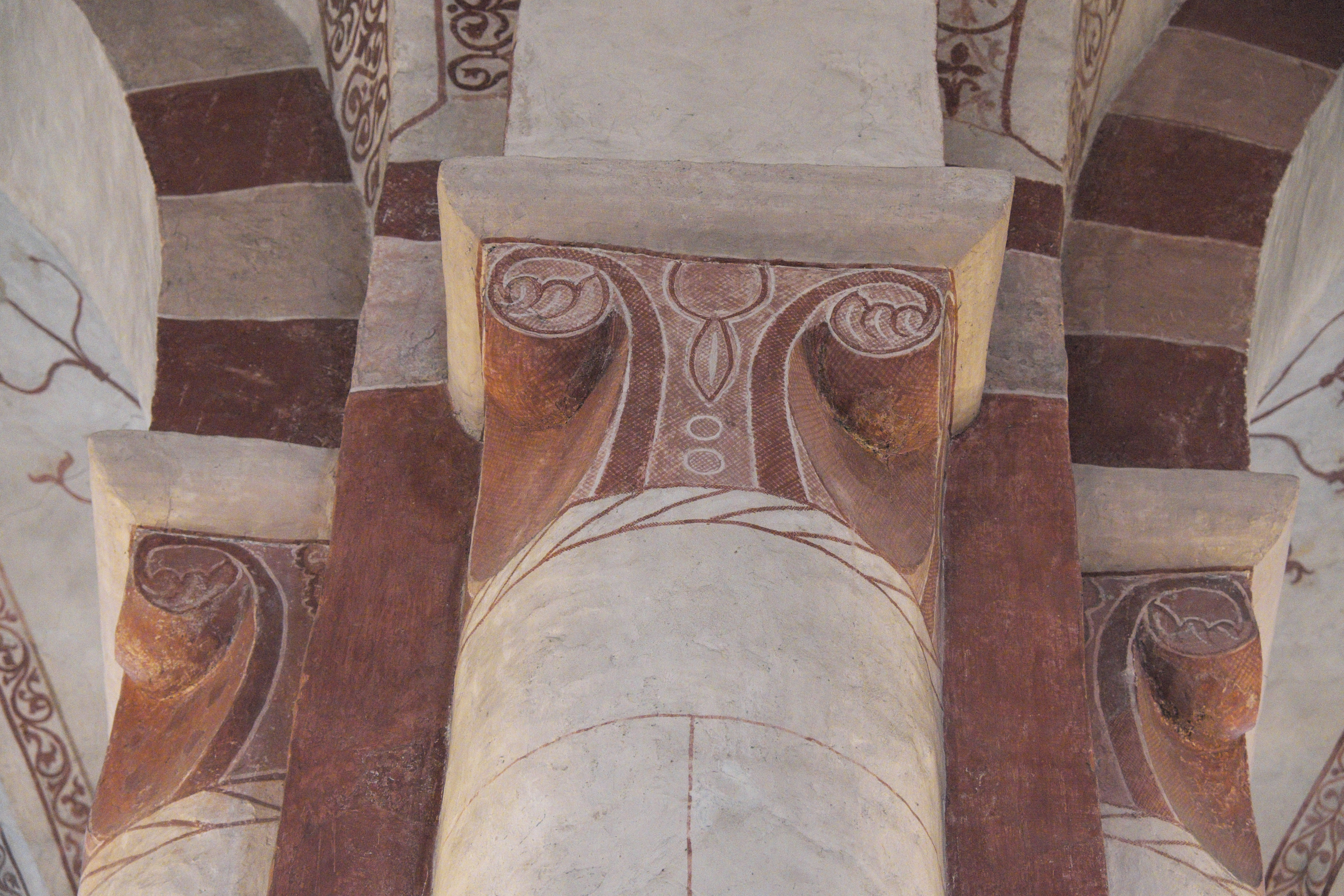
Bemaltes Kapitell

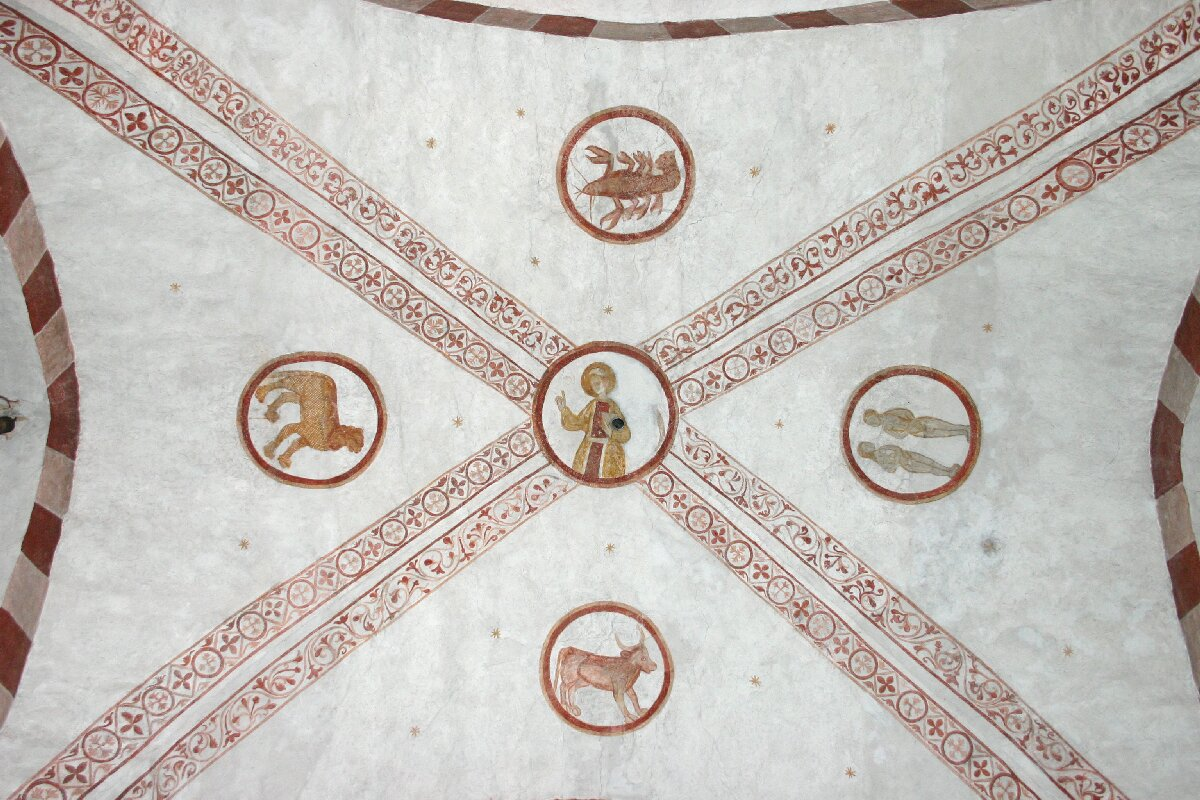
Tierkreiszeichen

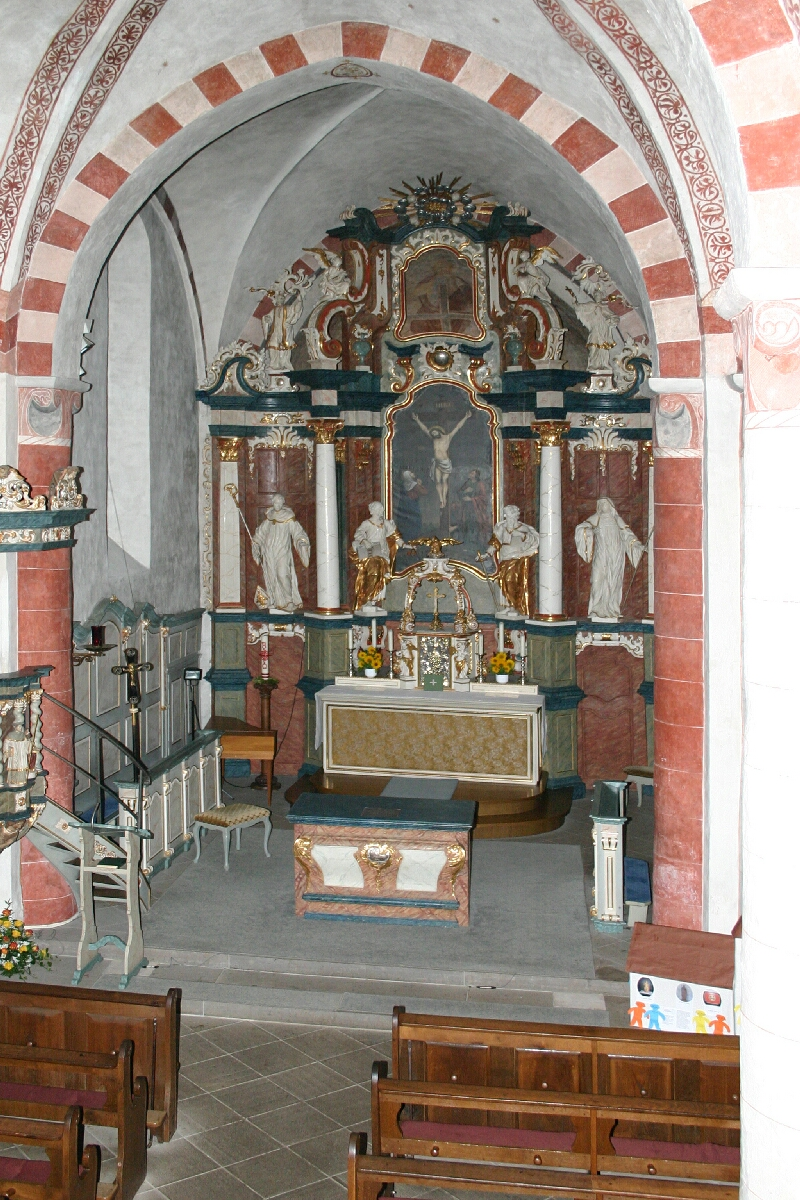
Altarraum

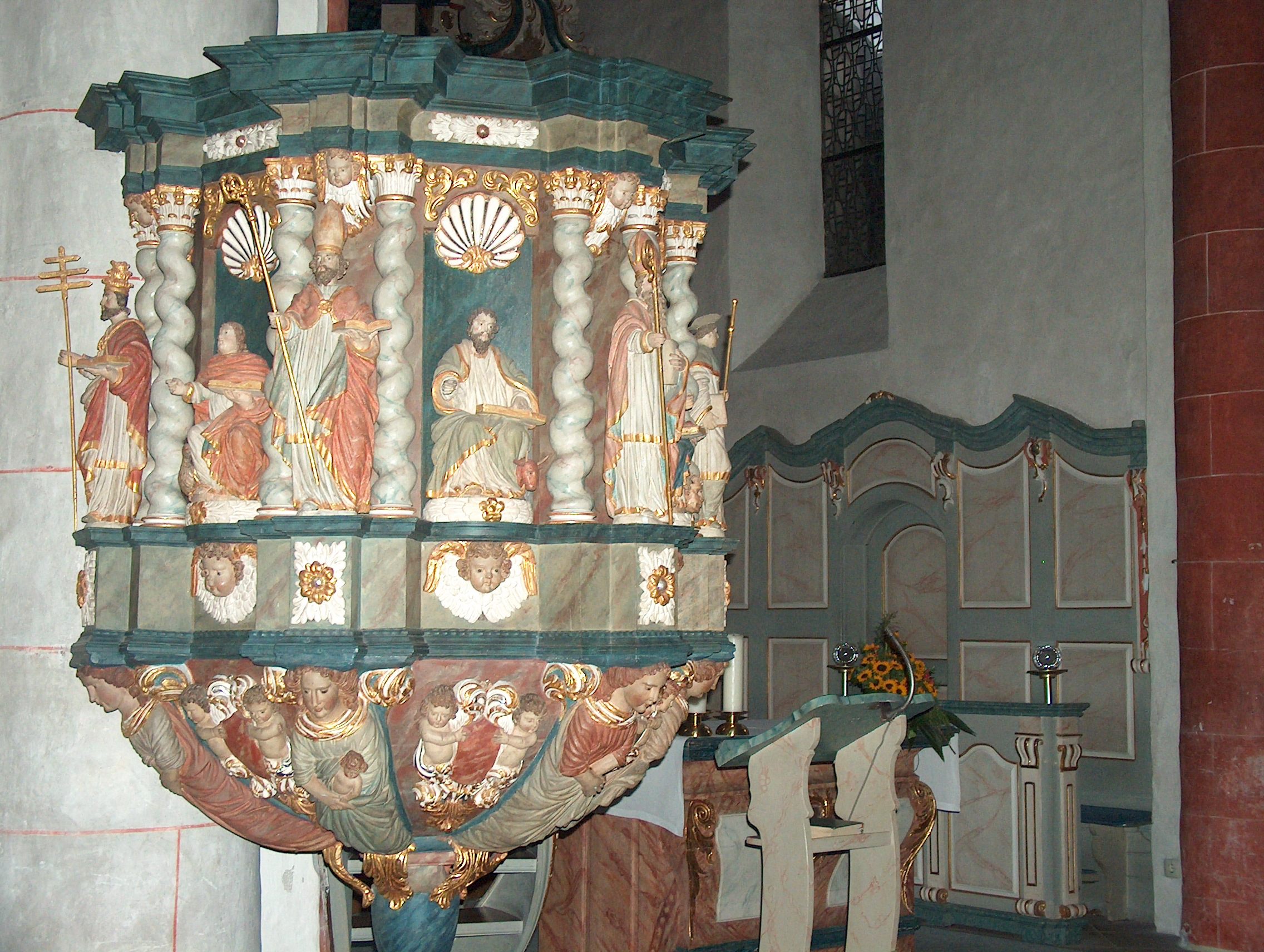
Kanzel

Die katholische Pfarrkirche St. Peter und Paul ist ein denkmalgeschütztes Kirchengebäude in Wormbach, einem Ortsteil von Schmallenberg im Hochsauerlandkreis in Nordrhein-Westfalen. Das Gebäude steht in Alt-Wormbach im westlichen Teil der Ortslage. Die Pfarrei Dorlar-Wormbach gehört dem Pastoralverbund Schmallenberg-Elslohe im Dekanat Hochsauerland-Mitte im Erzbistum Paderborn an.

## Geschichte
Die der ältesten Missionsschicht des 8. Jahrhunderts angehörende Pfarrei nimmt aufgrund ihrer Entwicklung zu einem selbständigen Kölner Dekanat eine Sonderstellung ein. 1079 übertrug Erzbischof Anno II. von Köln seiner Gründung Kloster Grafschaft die Pfarrei Wormbach, mit der sie bis zur Auflösung der Pfarrei verbunden blieb. Im frühen 14. Jahrhundert entwickelte sich der Wormbacher Dekanatsbezirk zum Oberamt der Herrschaft Fredeburg. Die Tatsache, dass in der zugehörigen Gemarkung des Ortes der Pfarrherr als alleiniger Grundherr auftrat, führte in der Folge dazu, dass die Pfarrstelle oft mit nachgeborenen Söhnen des Adels, namentlich aus der Familie von Fürstenberg, besetzt wurde.
Der Kirchturm wurde mehrfach durch Blitzschlag betroffen, so 1683, als zwei Personen getötet wurden, 1730, als drei Glocken schmolzen, und 1885.

## Architektur
Als Wandpfeilerhalle vertritt die Wormbacher Kirche eine regionale Sonderform der westfälischen Hallenkirche, bei der sich die Seitenschiffsjoche über trapezförmigem Grundriss nischenartig zum Mittelschiff öffnen. Die Raumgestaltung erfolgt durch Viereckpfeiler, denen jeweils drei Halbsäulenvorlagen mit Eckknollenkapitellen zugeordnet sind, während sie rückwärtig ohne Zäsur mir sich verbreiternden Gurtbögen zur Außenmauer überleiten. Die Seitenschiffe zeigen einhüftige Stichkappengewölbe, das Mittelschiff besitzt kuppelige Gratgewölbe. An das Mittelschiff schließt sich ein Chorquadrat mit Apsis an.
Der 1730 durch Blitzschlag betroffene Kirchturm wird seither von einem dreigeschossig aufgebauten Barockhelm abgeschlossen.

## Ausmalung
Der Innenraum wird von seiner 1953 aufgedeckten bauzeitlichen Ausmalung bestimmt. Die Pfeilervorlagen zeigen aufgemalte Fugen, die Kelchknospenkapitelle eine farbige Fassung und die Ansichtsseiten der Scheid- und Gurtbögen eine Quaderung mit Farbwechsel. Die Seitenschiffsfenster sind von baldachinartig von Säulenpaaren und Bogenquaderung umschlossen. Während die Kreuzgewölbe des Mittelschiffs ornamentale Gratbegleitbänder zeigen, sind den Seitenschiffsgewölben bereits in gotischem Sinne Rippen aufgemalt.
In den Gewölbefeldern der einzelnen Joche sind jeweils vier der Tierkreiszeichen als Symbol der Vollendung des Jahreslaufs und damit der Zeitlichkeit, wie sie zeitgleich mit Wormbach in den Portalen an verschiedenen der französischen Kathedralen begegnen (Kathedrale von Chartres, Kathedrale von Amiens). Die aufgemalten Schlusssteine zeigen Sonne und Mond, den Hl. Patroclus von Troyes sowie einen Heiligen mit Buch. Die heute von dem barocken Hauptaltar verdeckte Apsis enthält eine Darstellung der Majestas Domini mit flankierenden Engeln, darunter thronende Apostel mit Maria und Gerichtsengel, die unterste Ebene zeigt die Auferstehung der Toten mit dem Zug der Verdammten und der Seligen.

## Turm
Der Westturm mit einer hohen, dreifach abgesetzten achtseitigen Barockhelm bekrönt. Er wurde im 19. Jahrhundert verstärkt und ist prägend für die Ortslage. 1730 und 1886 wurde er durch Brände beschädigt und anschließend durch äußere Strebepfeiler und innere Vormauerungen ausgesteift und das Oberteil ausgebessert. Der Turm hat bis zur Unterkante der Kappe eine Höhe von 20 Metern.

## Ausstattung
- Das barocke Säulenretabel wurde 1759 von Johann Wilhelm Zinn angefertigt. Die Heiligenfiguren stammen von Theodor Axer. Das Kreuzigungsbild ist eine Arbeit vom Ende des 19. Jahrhunderts.
- Die Kanzel aus der Zeit um 1700 wurde in der Werkstatt von Johann Sasse gebaut und mit reichem Figurenschmuck versehen.
- Die Beichtstühle, das Pfarrgestühl und einige Heiligenfiguren aus Holz wurden im 18. Jahrhundert geschaffen.
- Ein spätgotisches Kruzifix endet in kleeblattförmigen Balkenenden.
- Zwei Glocken wurden 1731 von Johann und Engelbert Fuchs gegossen. Rotger Greve goss eine weitere Glocke 1773. Die Glocke im Dachreiter ist von 1749. Das Hauptgeläut im Westturm hat die Tonfolge f′-g′-as′-c″.

### Orgel
Die um 1700 unter Verwendung älterer, zum Teil noch mittelalterlicher Pfeifenbestände erbaute Wormbacher Orgel zählt zu den ältesten Orgeln Westfalens. Das Peter Henrich Varenholt zugeschriebene Instrument weist einen dreiteiligen Prospekt mit Mittelturm und zwei seitlichen Spitztürmen auf. Die Disposition dieser Orgel lautete:
| Manual C, D–c3 |              |     |
| 01.            | Principal    | 8‘  |
| 02.            | Rohrflöte    | 8‘  |
| 03.            | Octav        | 4‘  |
| 04.            | Blockflöte   | 4‘  |
| 05.            | Quinte       | 3‘  |
| 06.            | Waldflöte    | 2‘  |
| 07.            | Sesquialtera |     |
| 08.            | Mixtur       |     |
| 09.            | Zimbel       |     |
| 10.            | Trompete     | 08‘ |

angehängtes Pedal C, D–c0
Bei einem Umbau durch Christian Roetzel aus Alpe 1814 wurde dieses Instrument anstelle der älteren Springladen mit den moderneren Schleifladen ausgestattet. Nach Blitzschlag 1886 erfolgte eine Wiederherstellung durch den Orgelbauer Adolf Fischer aus Hirschberg, der ein Positiv von 4 Registern im Unterbau hinzufügte.
| I Hauptwerk C, D–f3 |                |         |
| 01.                 | Praestant      | 08‘     |
| 02.                 | Bordun         | 16‘     |
| 03.                 | Gedackt        | 04‘     |
| 04.                 | Viola da Gamba | 08‘     |
| 05.                 | Flöte          | 08‘ (D) |
| 06.                 | Octav          | 04‘     |
| 07.                 | Gemshorn       | 04‘     |
| 08.                 | Quinte         | 02 ⁄3‘  |
| 09.                 | Octav          | 02‘     |
| 10.                 | Mixtur III     |         |
| 11.                 | Trompete       | 08‘     |

| II Positiv C–f3 |           |    |
| 13.             | Salcional | 8‘ |
| 13.             | Gedackt   | 8‘ |
| 14.             | Principal | 4‘ |
| 15.             | Flöte     | 4‘ |

angehängtes Pedal C, D–g0
Von 1956 bis 1957 fand eine Restaurierung und Erweiterung der Orgel um ein selbständiges Pedal und ein neues Positiv durch Franz Breil in Dorsten statt, durch den 1981 eine weitere Wiederherstellung erfolgte:
| I Hauptwerk C, D–f3 |                 |     |
| 01.                 | Principal       | 08‘ |
| 02.                 | Bordun          | 16‘ |
| 03.                 | Gedackt         | 08‘ |
| 04.                 | Octav           | 04‘ |
| 05.                 | Blockflöte      | 04‘ |
| 06.                 | Quinte          | 03‘ |
| 07.                 | Octav           | 02‘ |
| 08.                 | Sesquialtera II |     |
| 09.                 | Mixtur IV       |     |
| 10.                 | Trompete        | 08‘ |
|                     | Tremulant       |     |

| II Positiv C–f3 |            |        |
| 11.             | Gedackt    | 8‘     |
| 12.             | Rohrflöte  | 4‘     |
| 13.             | Principal  | 2‘     |
| 14.             | Quinte     | 01 ⁄3‘ |
| 15.             | Zimbel III |        |
| 16.             | Dulcian    | 8‘     |
|                 | Tremulant  |        |

| Pedal C–d1 |            |     |
| 17.        | Subbaß     | 16‘ |
| 18.        | Rohrpfeife | 04‘ |
| 19.        | Piffaro II |     |
| 20.        | Posaune    | 16‘ |

- Koppeln: II/I, I/P, II/P